# Heilige Rolende
De heilige Rolende is een patroonheilige in Gerpinnes.
Haar reliekschrijn huist in de Sint-Michiel-en-Sint-Rolendekerk te Gerpinnes. Ter ere van haar wordt jaarlijks gedurende Pinksteren de Marche de Sainte Rolende gehouden, een traditie dat is opgenomen in de UNESCO lijst van immaterieel erfgoed van de mensheid.

## Levensloop
In het begin van de 8e eeuw stond het Europa ten westen van de Alpen tot aan de Middellandse Zee onder heerschappij van de Frankische koning Karel de Grote, die enkele jaren later keizer van het Avondland zou worden. Aan de andere kant van de Alpen regeerde koning Diederik van de Longobarden over wat soms nog Gallia Cisalpina werd genoemd.
In 774 was er in de Povlakte bij Pavia een treffen tussen de Franken en de Longobarden. De Franken veroverden Pavia en Karel lijfde het Cisalpijnse gebied in. Koning Diederik, zijn vrouw Ensa en hun dochter Rolende werden verbannen. Volgens de hagiografie was dat naar Pausatio Sancti Lantbertri, vermoedelijk het hedendaagse Luik of Henegouwen, in het noorden van Gallië. Ook Oger, die de zoon van de koning van Schotland zou zijn geweest en aan de zijde van de Longobarden had gevochten, werd daarheen verbannen.
Door deze ballingschap werd van Rolende verwacht met Oger in het huwelijk te treden. Maar Rolende zag het huwelijk niet zitten en wilde haar leven wijden aan God. Ze vluchtte om naar het Klooster van de Elfduizend Maagden in Keulen te gaan. Echter, toen ze het parochiale gebied van Gerpinnes passeerde werd ze onwel en maakte ze een tussenstop in de kasteelhoeve van Villers-Poterie. Ze stierf er van uitputting in 774.

## Heiligverklaring

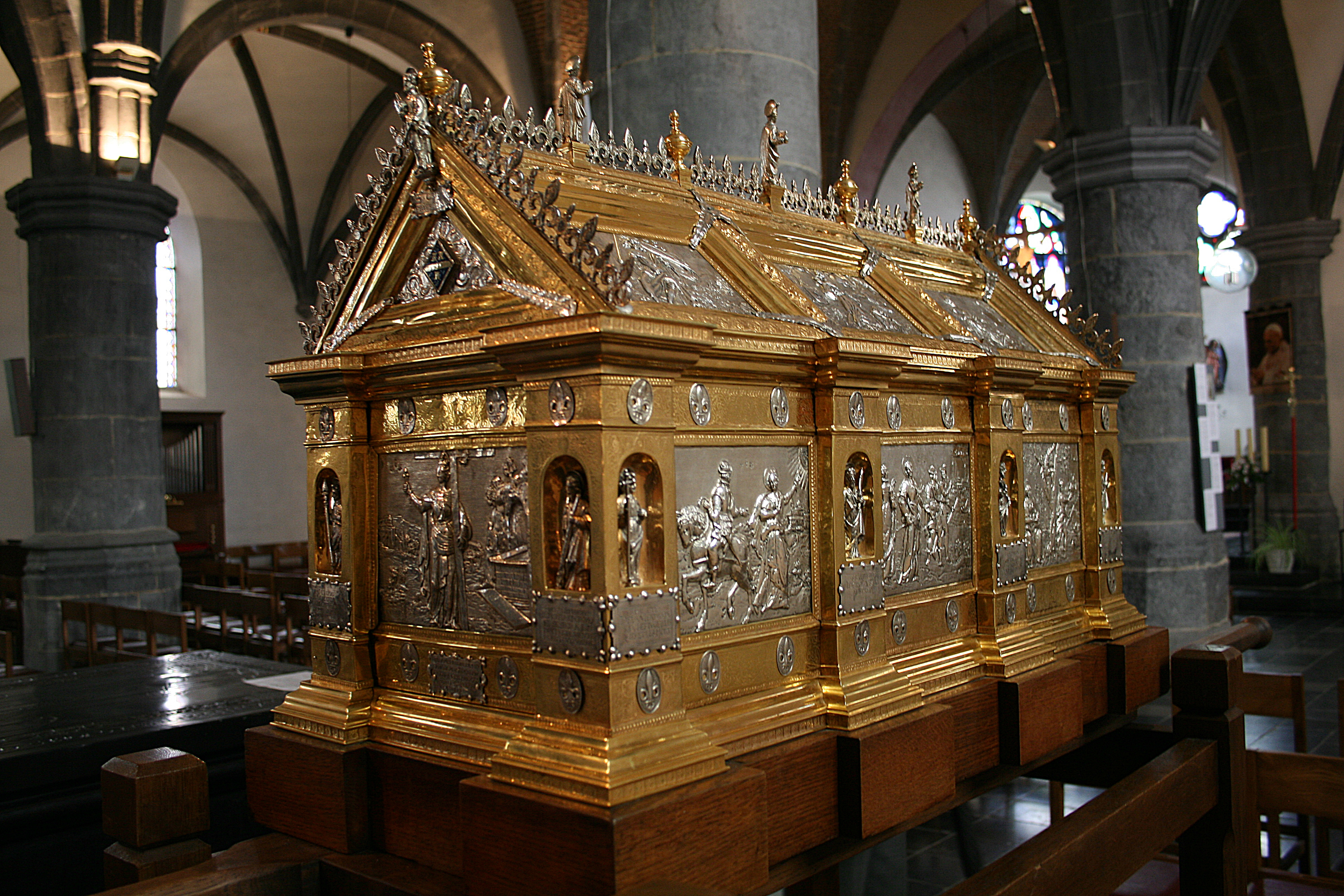
Het reliekschrijn van de Heilige Rolende in de Saint-Michel kerk van Gerpinnes.

Direct na haar dood was een eerste wonder: een blinde kreeg het zicht terug. Het maagdelijke lichaam van Rolende werd toen begraven op het kerkhof van de Sint-Michaël kerk en diverse andere wonderen vonden plaats. In 1103 werd het heiligdomschap van Rolende bekrachtigd door Otbert van Luik, de toenmalige prins-bisschop van Luik. Hij plaatste haar relikwieën in een Romaans reliekschrijn.
Door een grote brand werd het eerste schrijn vernield en in 1599 bracht bisschop Blasaeus van Namen de relieken over naar het huidige schrijn, een meesterwerk van de Naamse goudsmid Henri Libert, dat sindsdien in de kerk van Gerpinnes staat.

## Marche Sainte Rolende

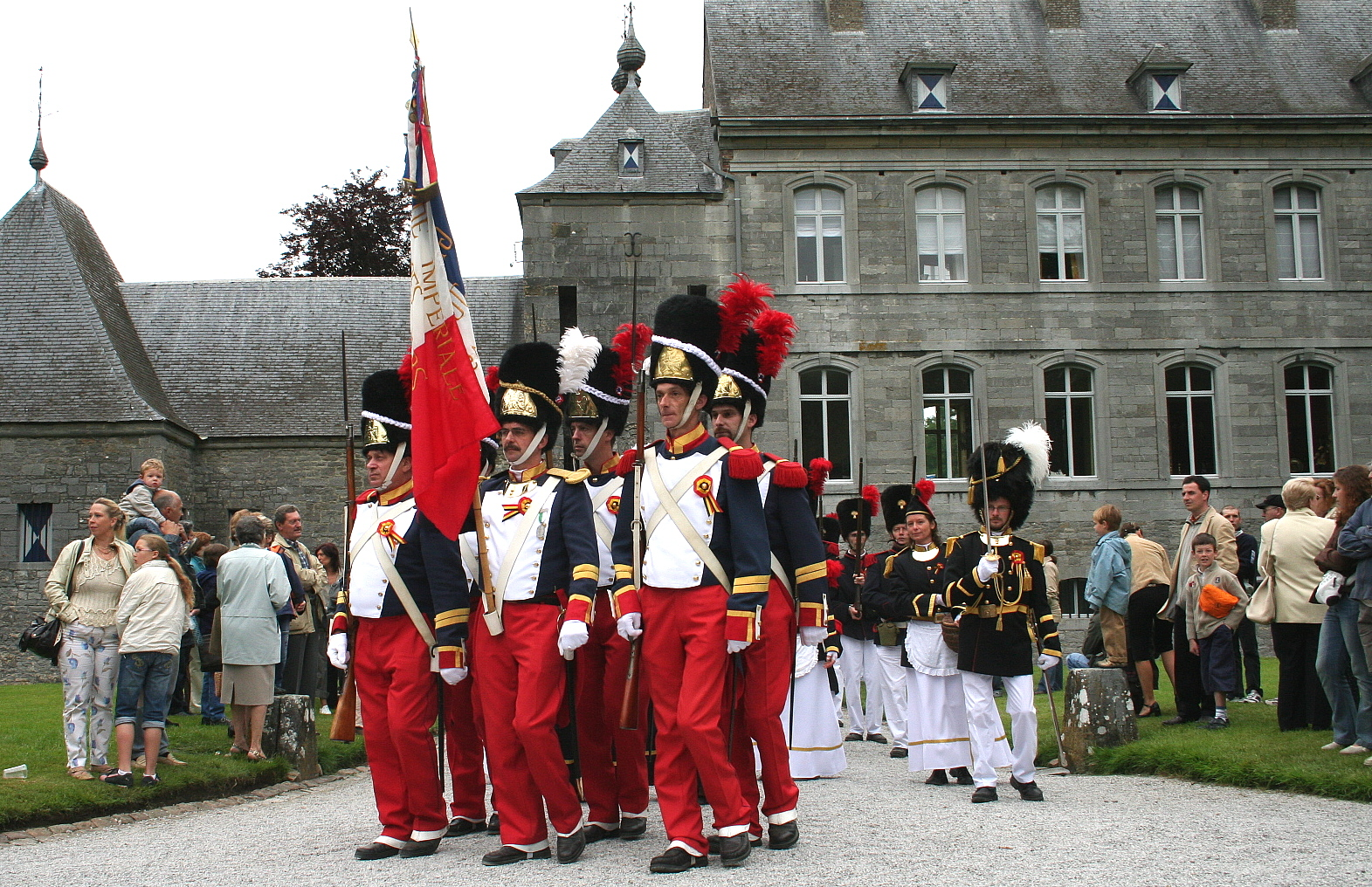
De Marche Sainte Rolende passeert het kasteel van Acoz

Sinds de dag dat het lichaam van Rolende in de schrijn lag ontwikkelde zich een processie in de omtrek van de kerk, vergelijkbaar met het Romeinse pomerium. De route van deze processie, die jaarlijks met pinksteren gehouden wordt, ontwikkelde zich tot een afstand van ongeveer dertig kilometer. De tocht loopt door Hymiée, Hanzinne, Tarcienne, Bertransart, Les Flaches, Joncret, Acoz, Villers-Poterie, Gougnies, Fromiée, en via de vlakte van Sartia eindigt het bij de kerk van Gerpinnes-Centre.
Sinds 2012 is deze Marche Sainte Rolende door UNESCO opgenomen als immaterieel cultureel erfgoed van de mensheid.